# Ishikawa Goemon
Ishikawa Goemon (石川 五右衛門, Ishikawa Goemon, 24 de Agosto de 1558 – 8 de Outubro de 1594) era um semilendário herói japonês fora da lei que roubava ouro e outros objetos de valor para dar aos pobres. Ele e seu filho foram cozidos vivos em público após a tentativa fracassada de assassinato contra o senhor da guerra do período Sengoku, Toyotomi Hideyoshi. Sua lenda vive na cultura popular japonesa contemporânea, muitas vezes dando a ele habilidades ninja muito exageradas.

## Vida

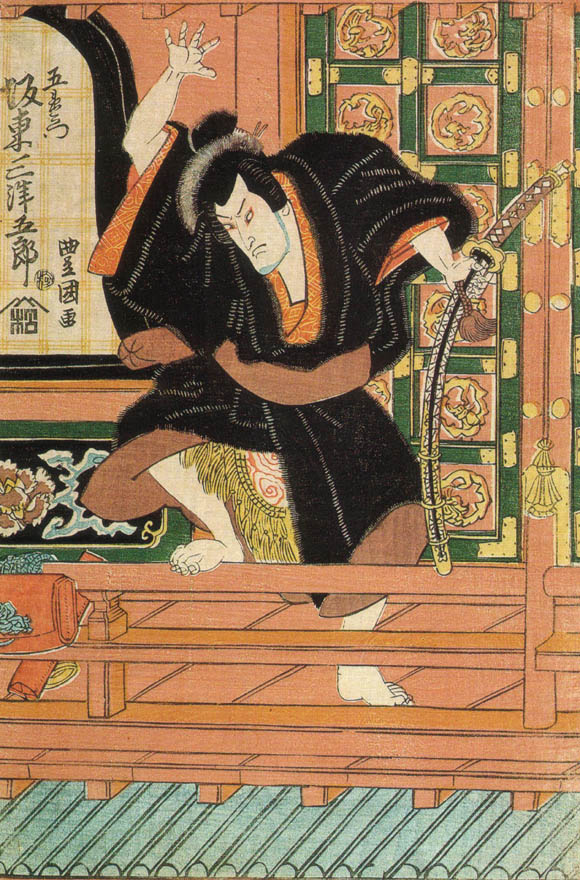
Bandō Mitsugorō III interpretando Ishikawa Goemon no drama kabuki Sanmon Gosan no Kiri, que foi encenado em 1820 no teatro Nakamura-za (impressão feita por Utagawa Toyokuni I)

Há pouca informação histórica sobre a vida de Goemon, e como ele se tornou um herói popular, seus antecedentes e origens foram amplamente especulados. Em sua primeira aparição nos anais históricos, na biografia de Hideyoshi, em 1642, Goemon foi chamado simplesmente de ladrão. Quando sua lenda se tornou popular, várias façanhas antiautoritárias foram atribuídas a ele, incluindo uma suposta tentativa de assassinato contra o senhor da guerra do clã Oda, Oda Nobunaga.
Existem muitas versões do passado de Goemon e relatos de sua vida. Segundo um deles, ele nasceu como Sanada Kuranoshin em 1558 em uma família de samurais a serviço do poderoso clã Miyoshi na província de Iga . Em 1573, quando seu pai (possivelmente Ishikawa Akashi  ) foi morto pelos homens do shogunato de Ashikaga (em algumas versões sua mãe também foi morta), Sanada, de 15 anos, jurou vingança e começou a treinar as artes do Iga ninjutsu com Momochi Sandayu (Momochi Tamba). Ele foi forçado a fugir quando seu mestre descobriu o romance de Sanada com uma de suas amantes (mas não antes de roubar uma espada premiada de seu professor). Algumas outras fontes afirmam seu nome como Gorokizu (五郎吉)  e dizem que ele veio da província de Kawachi e não era um nukenin (ninja fugitivo). Ele então se mudou para a região vizinha de Kansai, onde formou e liderou um bando de ladrões e bandidos como Ishikawa Goemon, roubando os ricos senhores feudais, comerciantes e clérigos, e dividindo o saque com os camponeses oprimidos. De acordo com outra versão, que também atribuiu uma tentativa fracassada de envenenamento de Nobunaga a Goemon, ele foi forçado a se tornar um ladrão quando as redes ninjas foram quebradas.

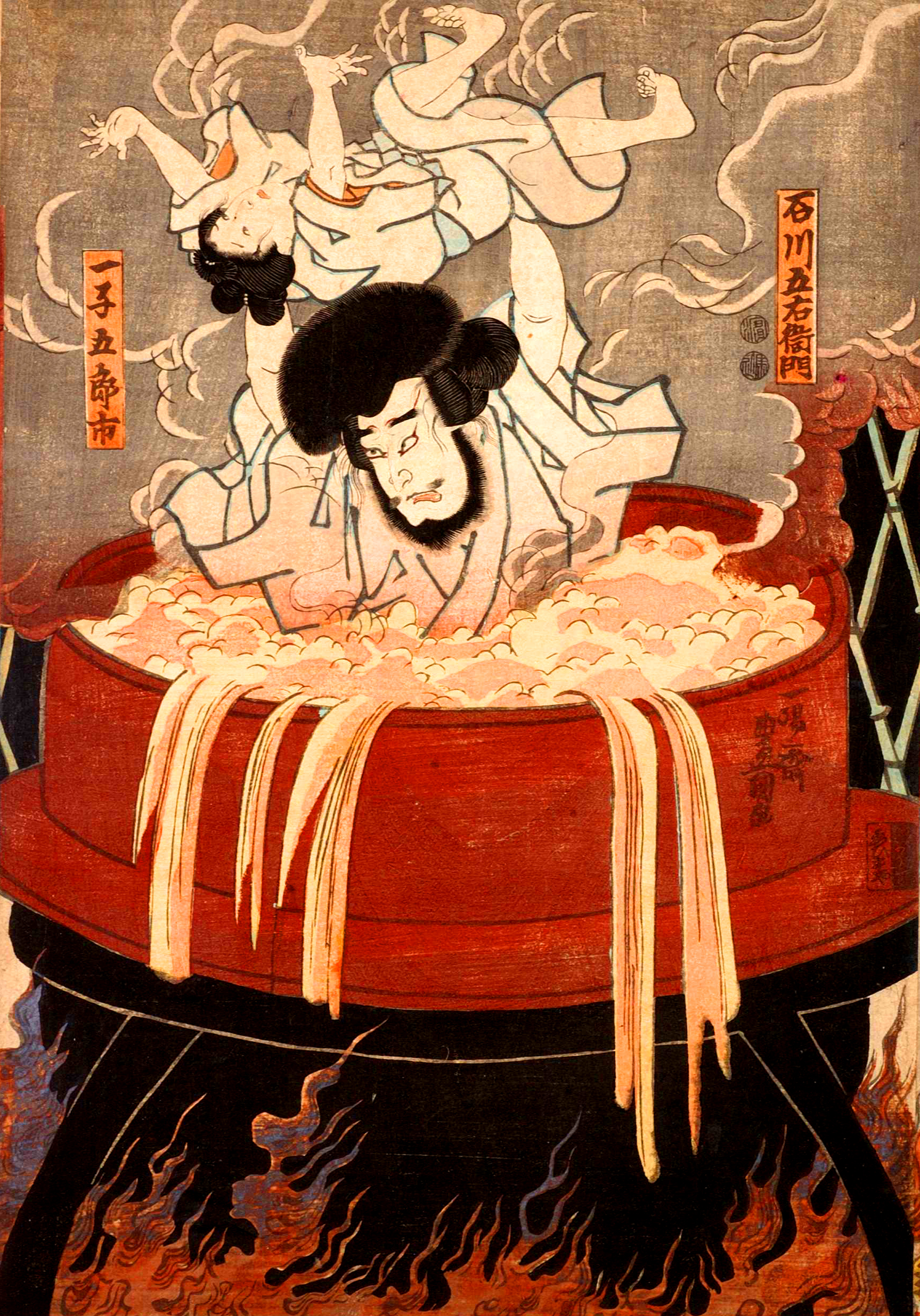
Execução de Goemon Ishikawa (uma foto do final do século XIX por Toyokuni Ichiyōsai)

Há também vários relatos conflitantes da execução pública de Goemon, fervido em frente ao portão principal do templo budista Nanzen-ji em Quioto, incluindo, entre outros, os seguintes:
- Goemon tentou assassinar Hideyoshi para vingar a morte de sua esposa Otaki e a captura de seu filho, Gobei. Ele entrou furtivamente no castelo de Fushimi e entrou no quarto de Hideyoshi, mas bateu em uma campainha na mesa. O barulho despertou os guardas e Goemon foi capturado. Ele foi condenado à morte sendo fervido vivo em um caldeirão de ferro junto com seu jovem filho, mas conseguiu salvar seu filho segurando-o acima da cabeça. Seu filho foi então perdoado.[7]
- Goemon queria matar Hideyoshi porque ele era um déspota . Quando ele entrou no quarto de Hideyoshi, ele foi detectado por um queimador de incenso místico. Ele foi executado em 8 de outubro, juntamente com toda a sua família, sendo fervido vivo.[8]
- Goemon primeiro tentou salvar seu filho do calor, segurando-o bem alto, mas de repente o mergulhou profundamente no fundo do caldeirão para matá-lo o mais rápido possível. Então ele ficou com o corpo do garoto erguido no ar, desafiando seus inimigos, até que finalmente sucumbiu à dor e ferimentos e afundou na panela.[9]

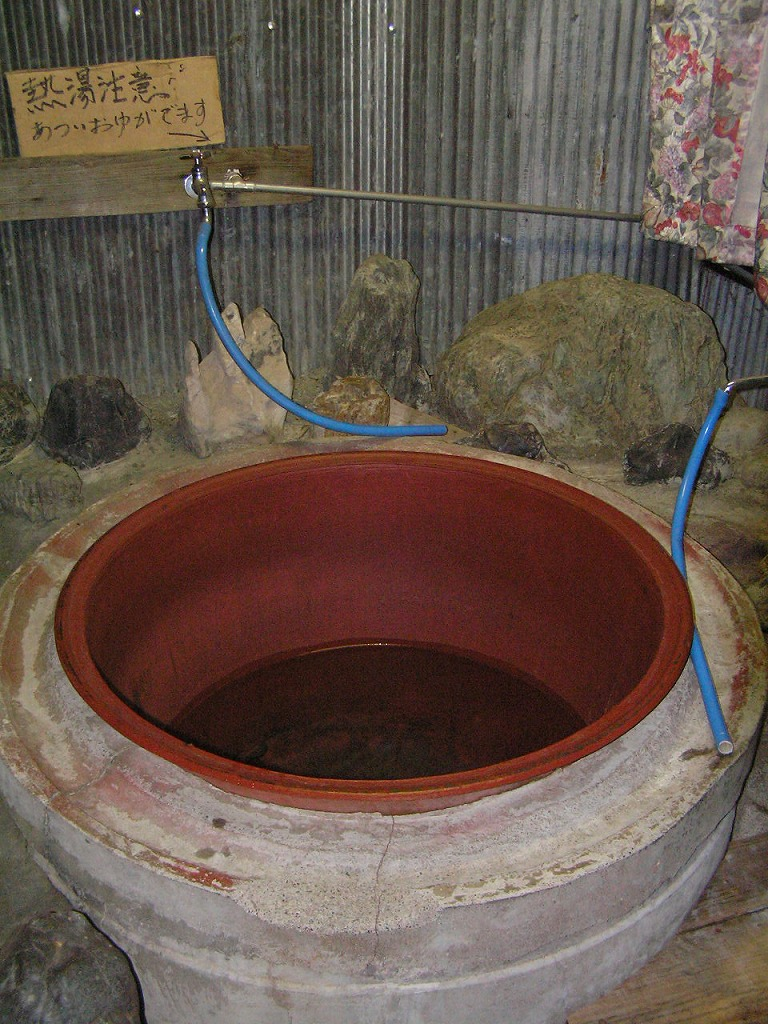
Uma banheira goemonburo

Até a data de sua morte é incerta. Alguns registros dizem que isso ocorreu no verão, enquanto outro data no dia 8 de outubro (que é depois do meio do outono japonês). Antes de morrer, Goemon escreveu um famoso poema de despedida, dizendo que, não importa o quê, sempre haverá ladrões. Uma lápide dedicada a ele está localizada no templo Daiunin, em Kyoto. Uma grande banheira em forma de chaleira de ferro agora é chamada de goemonburo ("banho de Goemon").

## No drama kabuki
Ishikawa Goemon é o tema de muitas peças clássicas de kabuki . O único que ainda se apresenta hoje é Kinmon Gosan no Kiri ( The Golden Gate e Paulownia Crest ), uma peça de cinco atos escrita por Namiki Gohei em 1778. O ato mais famoso é "Sanmon Gosan no Kiri"  ("O Portão do Templo e a Crista de Paulownia"), no qual Goemon é visto pela primeira vez sentado no topo do portão de Sanmon em Nanzen-ji. Ele está fumando um cachimbo de prata enorme chamado kiseru e exclama: "A vista da primavera vale mais que mil peças de ouro, ou é o que dizem, mas é muito pouco, muito pouco. Esses olhos de Goemon avaliam que vale dez mil! ". Goemon logo descobre que seu pai, um homem chinês chamado Sō Sokei, foi morto por Mashiba Hisayoshi (um popular apelido de kabuki para Hideyoshi) e ele parte para vingar a morte de seu pai. Ele também aparece em algumas versões do famoso Conto dos Quarenta e Sete Rōnin . Em 1992, Goemon apareceu na série kabuki de selos postais japoneses.

## Na cultura popular
Geralmente, existem duas maneiras pelas quais Goemon tem sido retratado com mais frequência na cultura popular moderna: um jovem e esbelto ninja ou um bandido japonês enorme e musculoso. Ele já foi retratado em literatura, cinema, mangá, anime, videogame e em outras mídias.
Goemon foi tema de vários filmes japoneses antes da Segunda Guerra Mundial, como Ishikawa Goemon Ichidaiki e Ishikawa Goemon no Hoji . Ele é um vilão em Torawakamaru, o Koga Ninja, e um trágico antagonista em Fukurō no Shiro (e em seu remake do Castelo das Corujas, interpretado por Takaya Kamikawa ). Ele e sua execução são mencionados no filme mudo de Ozu "A Story of Floating Weeds". Ele é o tema dos romances e séries de filmes de Shinobi no Mono, estrelando Ichikawa Raizō VIII como Goemon nas três primeiras parcelas. No terceiro filme de Shinobi no Mono, conhecido em inglês como Goemon Will Never Die, ele foge da execução enquanto outro homem é subornado para ser fervido em seu lugar. No filme Goemon, ele é interpretado por Yōsuke Eguchi e retratado como o seguidor mais fiel de Nobunaga e associado a Hattori Hanzō, bem como Kirigakure Saizō e Sarutobi Sasuke do Sanada Ten Braves . Ele é retratado no filme Roppa no Ôkubo Hikozaemon . Ele também aparece na série de drama taiga para a televisão, Hideyoshi .
Goemon é o personagem titular da série de videogame de longa duração da Konami:  Ganbare Goemon, bem como de uma série de televisão baseada nele. Goemon aparece na série de videogames Samurai Warriors e Warriors Orochi, onde ele é um rei auto-proclamado de ladrões, empunhando uma maça gigante e um canhão preso às costas, bem como nos videogames Blood Warrior, Kessen III, Ninja Master's: Haō Ninpō Chō (retratado como um herói bandido gigante, também carregando um canhão e tentando saquear o castelo de Nobunaga), Shogun Warriors e Throne of Darkness, onde ele foi poupado por Tokugawa Ieyasu na condição de que ele se juntaria o onimitsu .
Goemon é o nome do Persona inicial de Yusuke Kitagawa em Persona 5, que utiliza gelo e habilidades físicas.
Goemon era o nome do ringue de Koji Nakagawa, um lutador do Frontier Martial-Arts Wrestling .
O método de entrega de veneno às vezes atribuído à suposta tentativa de Goemon de matar Nobunaga inspirou a cena da morte de Aki no filme You Only Live Twice .
No Mangá Petals of Reencarnation, o personagem principal é a reencarnação do famoso ladrão, e levou suas habilidades.
Um descendente de Goemon é um personagem significativo no mangá Lupin the Third e suas adaptações de anime.